# 2I/鮑里索夫彗星
2I/鮑里索夫，最初命名為C/2019 Q4 (Borisov)，是第一顆被觀測到的星際彗星，也是繼斥候星之後第二顆被觀測的星際天體。它是由克里米亞業餘天文學家和望遠鏡製造商根納季·鮑里索夫於2019年8月29日UTC（8月30日當地時間）發現的。
2I/鮑里索夫彗星的日心軌道離心率為3.36，是顆不受太陽束縛的彗星。這顆彗星於2019年10月底穿過太陽系的黃道，並於2019年12月8日以約2 AU的距離接近太陽。這顆彗星於2019年12月28日最接近地球。2019年11月，耶魯大學的天文學家說，這顆彗星的尾巴長度是地球直徑的14倍，並表示：「意識到地球在另一個太陽系的訪客旁邊是多麼小，真是令人羞愧。」。2020年3月中旬，觀測到這顆彗星碎裂，後來在4月，報告了更多碎裂的證據。

## 命名法
這顆彗星被國際天文學聯合會（IAU）正式命名為「2I/Borisov」，帶有「2I」或「2I/2019 Q4」是它的臨時名字，「鮑里索夫」是它的正式名字。但有時只被稱為「鮑里索夫彗星」，特別是在大眾媒體上。作為繼1I/ʻOumuamua之後的第二顆觀測到的星際闖入者，它被賦予了「2I」名稱，其中「I」代表星際。鮑里索夫這個名字遵循了以發現者命名彗星的傳統。在最終命名2I/Borisov之前，該物體被以其它名稱稱為：
- 早期的軌道解決方案表明，這顆彗星可能是一個近地天體，因此被列入IAU的小行星中心（MPC）近地天體確認頁面（NEOCP），稱為GB00234[22]。
- 經過十三天的觀察，進一步的完善軌道，清楚地表明該物體是一顆雙曲線彗星。小行星中心於2019年9月11日命名為C / 2019 Q4（Borisov）[23]。其他一些天文學家，包括大衛·法諾基亞（Davide Farnocchia）、比爾·格雷（Bill Gray）和大衛·托倫（英语：David Tholen）得出結論：這顆彗星是星際的[23]。
- 在2019年9月24日，國際天文學聯合會宣佈，小天體命名工作組保留了鮑里索夫這個名字，將這顆彗星命名為2I/Borisov，正式宣佈這顆彗星確實是星際彗星[21][8]。

## 特性

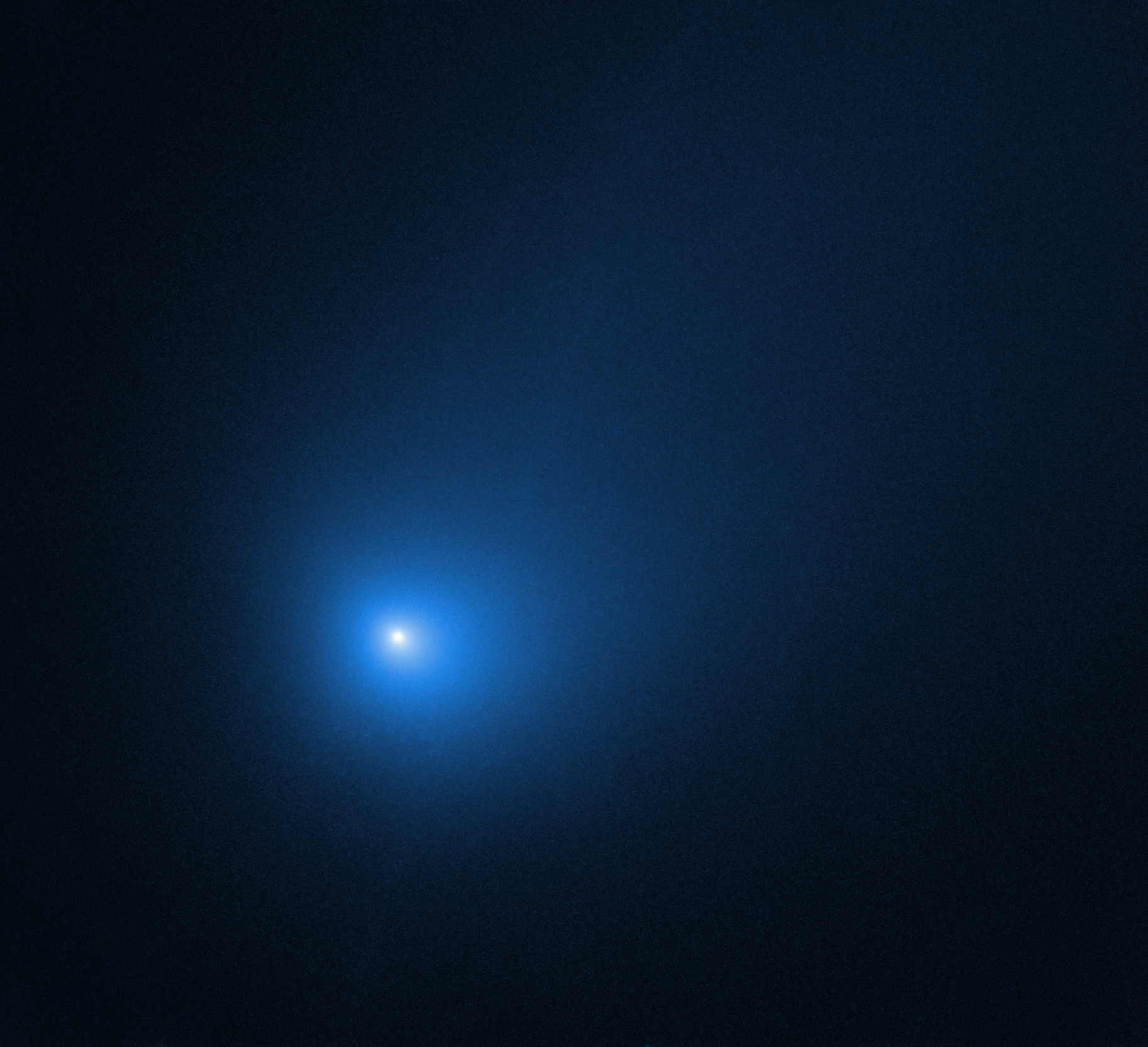
在這次觀測中，美國國家航空暨太空總署/歐空局哈伯太空望遠鏡在這顆彗星於2019年12月最接近太陽后不久，重新訪問了這顆彗星。

與具有小行星外觀的斥候星不同，2I/Borisov的核心被彗髮包圍著，是一團塵埃和氣體。

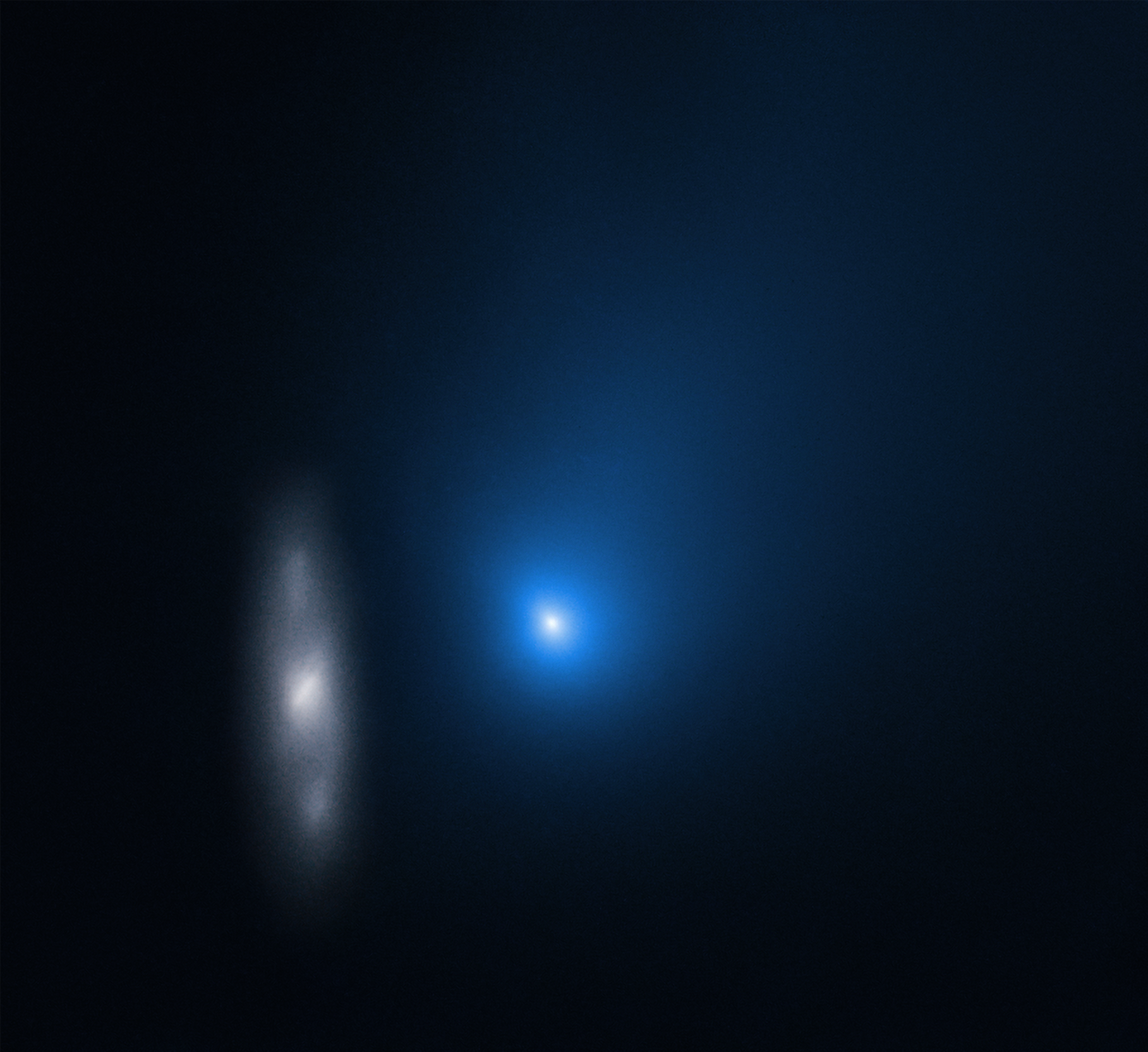
彗星2I/鮑里索夫和一個遙遠的星系（2MASX J10500165-0152029Comet）。拍攝於2019年11月。

### 尺寸和形狀
早期，2019年9月12日，夏威夷大學凱倫·米奇（Karen Meech）發佈對估計2I/鮑里索夫的核直徑範圍為1.4 to 16 km。阿米爾·西拉傑（Amir Siraj）等人在6天後反駁道該彗星的彗核可能很小，僅有2公里左右。同月26日，米奇與艾倫·菲茨西蒙斯（Alan Fitzsimmons）等人基於鮑里索夫彗星的彗髮中某些分子的生成速率，發表出更詳細的報告，指出該彗星的彗核大約在0.7到3.3公里之間。與太陽系彗星不同，2I/Borisov在飛越太陽系時明顯縮小，在抵達近日點之前至少損失了0.4%的質量。此外，非引力加速度的振幅使彗核大小的上限為0.4公里，與之前哈伯太空望遠鏡觀測的0.5公里的上限一致。這顆彗星與地球的距離超過3億公里，因而無法使用雷達直接確定它的大小和形狀。雖然，這可以使用2I/Borisov對恆星的掩星來完成。但這很困難，因為需要精確確定其軌道，才能預測掩星，並且需要一個小型望遠鏡網路才能進行觀測。

### 旋轉
一項使用哈伯望遠鏡觀測的研究沒有發現光度曲線的變化。根據這項研究，旋轉週期必須大於10小時。與加拿大太空總署的近地天體監測衛星（NEOSSat）發現其週期為13.2± 0.2日，這不太可能是彗核的自旋。基於現有軌道測定的蒙特卡羅模擬表明，2I/Borisov的赤道傾角可能約為59度或90度，後者有利於最新的軌道確定。

### 化學組成和彗核結構
戴夫·朱維特（Dave Jewitt）和盧珍（Jane Luu）根據其彗髮的大小估計，這顆彗星正在產生2kg/s的塵埃，並正在失去60kg/s的水。他們推斷，它在2019年6月距離太陽4-5AU時開始活躍。對圖像檔案的回溯搜索，早在2018年12月13日觀測的結果就發現了2I/Borisov，但在2018年11月21日沒有發現，這表明它在這兩個日期之間開始變得活躍。
2019年9月13日，加那利大型望遠鏡獲得了鮑里索夫彗星的可見（低分辨率）光譜，顯示該天體的表面成分與典型的奧爾特雲彗星的表面成分差別不大。與此同時，位於西班牙拉帕爾馬島的威廉·赫歇耳望遠鏡亦從該彗星中測出約388 nm的氰化物，一種包括哈雷彗星在內的其它彗星中也能檢測出的物質，而氰化物亦能抑制雙原子碳的生成速率。
2I/Borisov的組成在太陽系彗星中似乎並不常見，在水和雙原子碳（C2）中相對枯竭，但富含一氧化碳和胺（R-NH2）。2I/Borisov尾部一氧化碳與水的摩爾比為35-105%，類似於不尋常的藍尾彗星C/2016R2，而太陽系彗星的平均比例為4%。
2I/Borisov還產生了少量的中性鎳排放，歸因於未知的揮發性鎳化合物。鎳與鐵的豐度比與太陽系彗星相似。

### 軌道
| 天體                  | 速度                      |
| --------------------- | ------------------------- |
| 1I/2017 U1 (斥候星)   | 26.33 km/s （5.55 AU/年） |
| 2I/2019 Q4 (鮑里索夫) | km/s （6.79AU/年）        |

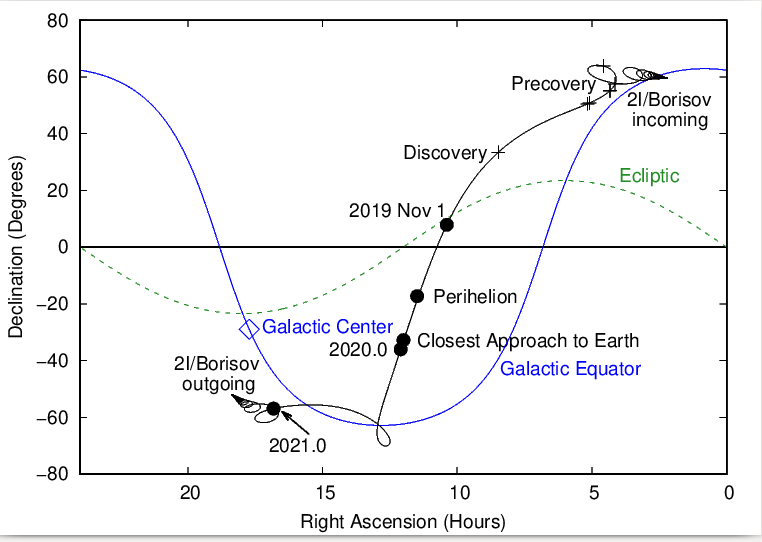
在圓柱座標中穿過天空的軌跡，標示出2019年8月30日的發現位置，以及回溯發現2018年12月13日的位置。這有助於縮小入港的軌跡。

從地球上看，這顆彗星從9月到11月中旬一直在北方的天空中。它於10月26日在獅子座的軒轅十四附近穿過黃道面，和2019年11月13日通過天球赤道，進入南半球的天空。在2019年12月8日，彗星到達近日點（最接近太陽），並且位於小行星帶的內側邊緣附近。在12月下旬，它最接近地球，距離約1.9AU，並且離日度約80°。由於其44°的軌道傾角，2I/鮑里索夫顯著的沒有近距離接近任何行星。2I/鮑里索夫從靠近英仙座的仙后座邊界方向上進入太陽系。這個方向表明它起源於銀河平面，而不是銀暈。它將從望遠鏡座的方向離開太陽系。在星際空間中，2I/鮑里索夫相對於太陽運行一光年大約需要9000年
2I/鮑里索夫的軌道極其雙曲，軌道離心率為3.36。這遠高於已知的300顆日心離心率略高於1的弱雙曲彗星，甚至是離心率為1.2的斥候星。2I/鮑里索夫也有一個32 km/s雙曲軌道超額速率 （{\displaystyle v_{\infty }}），遠高於擾動所能解釋的。從無限遠的距離接近太陽時的擾動，只能產生不到幾公里/秒的速度。這兩個參數是2I/鮑里索夫起源於星際的重要指標。相較之下，即將離開太陽系的「航海家1號」太空船的旅行速度是16.9|km/s（3.56AU/年）。2I/鮑里索夫的離心率比斥候星大得多，因為它有更高的過量速度和更遠的近日點距離。在這個更大的距離上，太陽的引力不太可能改變其在穿過太陽系時路徑。

## 觀測

### 發現
2I/鮑里索夫彗星在2019年8月30日於克里米亞瑙奇內（Nauchnyy）的 MARGO（根納季·鮑里索夫的天文台）被業餘天文學家根納季·鮑里索夫使用他自己設計和製做的0.65米望遠鏡發現。這一發現被比擬做有如克萊德·湯博對冥王星的發現。儘管湯博使用洛厄爾天文臺的攝星鏡發現了冥王星，然而他也是一位業餘天文學家，也製作了自己的望遠鏡。在發現時，它已經進入距離太陽3 au，距離地球3.7 au，離日度為38°。鮑里索夫這樣描述他的發現：
| 觀測序號 | 觀測弧（小時） | 離心率範圍 |
| -------- | -------------- | ---------- |
| 81       | 225            | 0.9–1.6    |
| 99       | 272            | 2.0–4.2    |
| 127      | 289            | 2.8–4.7    |
| 142      | 298            | 2.8–4.5    |
| 151      | 302            | 2.9–4.5    |

我在8月29日那天觀察到它（鮑里索夫彗星），但以格林威治時間為準的話則已經是30日了。我在畫面中看到了一個移動的物體，它的移動方向與主帶小行星的移動方向稍有不同。測量完它的座標後，我參看了小行星中心的資料庫。事實證明，這是一個新物體。然後，我量測了近地天體的指數，它是根據各種參數計算得出的，結果是100%！換句話說，是危險的。在這種情況下，我必須立即將參數發佈到全球資訊網，以確認危險小行星。。我把它貼了出來，並寫道這個物體是瀰漫的，它不是小行星，而是彗星。
2I/鮑里索夫的星際起源需要幾星期的時間才能確認。基於初步觀測的早期軌道解決方案包括彗星可能是距離太陽1.4AU的近地天體，其軌道週期小於1年。後來在12天內使用了151次觀測，NASA噴射推進實驗室的偵察員給出的離心率範圍為2.9-4.5。但是，由於觀測弧只有12天，仍然有人懷疑它是星際的，因為觀測處於低太陽離日度，這可能會在數據中引入偏差，例如大氣折射。 在高偏心軌道上使用較大的非引力，可以生成離心率約為1的解，地球最小軌道相交距離（MOID）為0.34 AU（51 × 106 km），2019年12月30日左右的近日點位於0.90 AU。然而，根據現有的觀測結果，只有當非引力（由於釋氣引起的推力）比以前的任何彗星對它的軌道影響更大時，軌道才能是拋物線的。最終，隨著更多的觀測，軌道收斂到雙曲解，表明星際起源和非引力無法解釋其運動。

### 哈伯的觀測
對2I/鮑里索夫彗星的觀測得益於該彗星在進入太陽系時就被探測到的事實。斥候星是在它離開太陽系時才被發現的，因此在它超出範圍之前只能觀察80天。由於它最接近於傳統的聖誕假期附近，並且能夠進行持續的觀測，一些天文學家稱2I /鮑里索夫彗星為「聖誕彗星」。
使用哈伯太空望遠鏡的觀測始於2019年10月12日，當時這顆彗星離太陽足夠遠，可以被望遠鏡安全地觀測到。哈伯望遠鏡比地面望遠鏡受彗髮彌散效應的影響較小，這使它能夠研究2I /鮑里索夫彗星的彗核旋轉光變曲線。這應該有助於估計其大小和形狀。

### 彗星化學
2I/鮑里索夫的初步觀測的可見光譜（低解析度）與典型的歐特雲彗星相似。它的色指數也類似於太陽系的長週期彗星。在388 nm處的輻射表明存在氰化物（化學式CN），這通常是在太陽系彗星中首次檢測到的，包括哈雷彗星 。這是首次探測到星際天體的氣體排放。2019年10月也有雙原子碳未檢出的報告，C2與CN的比率小於0.095或0.3。雙原子碳在2019年11月被檢測到，測得的C2與CN的比率為0.2±0.1。 這類似於一組碳鏈耗盡的彗星，它們要麼是木星族彗星 或是罕見的藍色一氧化碳彗星，例如C/2016 R2。 截至2019年11月底，C2產量大幅增加，C2與CN的比率達到0.61，同時出現光亮胺（NH2）條帶。還檢測到了氧原子，從這個觀測者估計水的釋氣速度與太陽系彗星相似。最初，在2019年9月，既沒有直接檢測到水也沒有直接檢測到OH線。首次明確檢測OH線是2019年11月1日，OH產量在2019年12月初達到頂峰。

### 疑似彗核碎裂
這顆彗星確實出現在距離太陽大約2AU的範圍內，而在這個距離上許多小彗星都被發現解體。彗星解體的概率很大程度上取決於其核心的大小；古茲克等人估計，這種情況發生在2I/鮑里索夫上的概率為10%。 朱維特（Jewitt）和盧（Luu）將2I /鮑里索夫與另一顆大小相近，在2019年5月在距離太陽1.9AU處解體，屬於太陽系的彗星C/2019 J2 (帕洛瑪)進行了比較。如果彗核解體，就像有時在小彗星上看到的那樣，哈伯望遠鏡可以用來研究解體過程的演變。
2020年2月至3月的嚴重爆發導致3月12日彗星疑似「核心持續的碎裂」。事實上，哈伯太空望遠鏡在2020年3月30日拍攝的影像顯示，表明彗星2I/鮑里索夫已經向太陽噴射了一大塊非核心的碎片。據估計，拋射在3月7日左右開始 and may have occurred during one of the outbursts that occurred near that time.，拋出的碎片似乎在2020年4月6日消失了。
一項後續研究，報導於2020年4月6日僅觀測到一個物體，並注意到碎片的成分已經消失。後來對該事件的分析表明，噴射的塵埃和碎片的總質量約為彗核總質量的0.1%，使該事件成為大型爆發而不是碎裂。

## 起源
以鮑里索夫彗星相對於太陽約32 km/s的高速，可說明它起源於銀河系的星系盤，而不是銀河系的銀暈。另一種理論上可行的說法是鮑里索夫彗星曾在一百萬年前以3.4 km/s的低速，在1.7秒差距之內經過克魯格60。

## 探勘
2I/鮑里索夫的高雙曲線超速為32 km/s，使得太空船很難用現有技術到達彗星：根據一個星際研究計劃團隊的說法，理論上可以在2018年7月使用獵鷹重型運載火箭發射器，發送202公斤（445磅）的太空船攔截2I /鮑里索夫，或以在太空發射系統（SLS）765公斤（1687磅）級的助推器攔截，但前提是該物體被發現的時間得比最佳發射日期早得多。在實際發現日期之後發射，將消除使用獵鷹重型火箭的可能性，需要奧伯斯操縱在木星附近和太陽附近以及更大的運載火箭。即使是SLS級發射器也只能將3（6.6磅）的有效載荷（例如立方衛星）運送到2I /鮑里索夫的軌跡中，在2045年以34 km/s的相對速度攔截。根據國會的證詞，美國國家航空暨太空總署需要至少五年的準備，才能發射這樣的攔截任務 。

## 註解
1. ↑  使用哈伯太空望遠鏡第三代廣域照相機的UVIS F350LP頻道，於2019年10月12日12 October 2019拍攝的鮑里索夫彗星與塵埃軌跡的照片[1][2]。在拍攝這張照片時，鮑里索夫彗星距離地球 418,000,000（260,000,000英里），相當於穀神星與太陽的平均距離，並且以177,000每小時（110,000英里每小時）的速度運行[2]。
2. ↑  離心率大於1的物體其半長軸為負，軌道能量為正：離心率在1以上越大，近日點距離越小，半長軸值就越接近0。
3. ↑  這是根納迪·鮑里索夫發現的第八顆彗星，因此這裡不會正式使用模棱兩可的名稱：「鮑里索夫彗星」。
4. ↑  對於受到太陽引力束縛的天體，當距離太陽無限遠時，速度應該小於每秒幾公里。哈雷彗星在離太陽最遠的地方移動時，相對於太陽的移動速度約為≈ 1 km/s。
5. ↑  299792.458 km/s / 32.2 km/s = 9310 比光慢了許多倍。
6. ↑  一顆具有抛物線軌道（離心率為1）的彗星將沿著其進入的方向離開太陽系，其路徑將改變180°。2I/鮑里索夫的離心率更高，軌道更開闊，在穿過太陽系時，其路徑只會改變34°。
7. ↑  這顯然是一個錯誤：克里米亞比格林威治時間 「超前」3 小時，鮑里索夫是在克里米亞的8月30日第一次觀測到這顆彗星。
8. ↑  在已知的繞太陽運行的850,000個物體中，756,000（89%）是主帶小行星。
9. ↑  近小行星指數地用於計算新物體是近地候選物體的概率。
10. ↑  近地天體確認頁面用於確認近地物體和潜在威脅天體。

## 外部連結
- NASA JPL小天體瀏覽器上的2I/鮑里索夫彗星
- Image of 2I/Borisov （页面存档备份，存于） – comet is "14 times the size of Earth" （页面存档备份，存于） (Yale University; November 2019)
- Image of 2I/Borisov （页面存档备份，存于） from the Gemini Observatory, Hawaii
- Pictures of 2I/Borisov （页面存档备份，存于） from Paris Observatory (LESIA)
- Discovery animation （页面存档备份，存于）
- FAQ （页面存档备份，存于） at ProjectPluto (Bill Gray)
- Extrasolar Planetary Encyclopedia （页面存档备份，存于） – 2I/Borisov
- Hyperbolic orbit simulation （页面存档备份，存于） – 2I/Borisov (Tony Dunn)
- Minor Planet Center （页面存档备份，存于） MPEC 2019-T116 : COMET 2I/Borisov
- Magnitude plot （页面存档备份，存于） by Seiichi Yoshida @ aerith.net (with predicted brightness)
- YouTube上的Video (31:13) – 2I/Borisov talk (MBusch/SShostak) – SETI (19 September 2019)
- YouTube上的Video (02:07) – 2I/Borisov chemical composition – NASA (20 April 2020)
- YouTube上的Video (01:00) – 2I/Borisov orbit animations
- Interactive 3D gravity simulation of Borisov's Solar System flyby （页面存档备份，存于）